# Kari Aartoma
Pour les articles homonymes, voir Aartoma.
Kari Aartoma, né le 12 juillet 1958 et mort le 24 juin 2024, est un poète, écrivain, journaliste et traducteur finlandais. 

## Biographie
Kari Aartoma est membre du groupe poétique Hellät elätit.
Il vivait à Turku.

## Ouvrages
Les principaux ouvrages de poésie de Kari Aartoma sont Pilvet eivät pidä mistään kiinni, publié chez Nihil Interit en 1998, Betonischubert, chez Sammakko en 2001 et Hetero, encore chez Sammakko en 2005.